# Copa Intercontinental Sub-20 2025
La Copa Intercontinental Sub-20 2025 será la cuarta edición del torneo, un partido anual de fútbol a partido único organizado por la CONMEBOL y la UEFA. Será disputada entre el Club Flamengo, como campeón de la Copa Libertadores Sub-20 2025 y el Futbol Club Barcelona, como campeón de la UEFA Youth League 2024-25.
El partido se disputará el 23 de agosto de 2025 en el Estadio Maracaná de Río de Janeiro, Brasil. El club brasileño partirá como campeón defensor del título tras haber ganado la edición anterior al club griego Olympiakos.

## Antecedentes
Esta será la primera vez un club vuelve a participar, ya que Flamengo ganó por segunda ocasión consecutiva la competencia continental sudamericana venciendo al Palmeiras por penales (3-2) y a Boca Juniors 2-1 en la edición anterior.
A su vez el Club Flamengo es el primer club campeón intercontinental en disputar dos veces seguidas la competencia, ya que venció 2-1 al Olympiacos Fútbol Club en la edición de 2024.

## Equipos participantes
| Equipo    | Vía de clasificación                           | Fecha de clasificación | Participaciones | Última participación | Mejor desempeño |
| --------- | ---------------------------------------------- | ---------------------- | --------------- | -------------------- | --------------- |
| Flamengo  | Campeón de la Copa Libertadores Sub-20 de 2025 | 16 de marzo de 2025    | 1               | 2024                 | Campeón (2024)  |
| Barcelona | Campeón de la Liga Juvenil de la UEFA 2024-25  | 28 de abril de 2025    | Debutante       | Debutante            | Debutante       |

## Sede
La sede al igual que las tres ediciones anteriores, será nuevamente local el equipo sudamericano, por segunda ocasión el Estadio Maracaná de Río de Janeiro, Brasil albergara la competencia.
| Brasil                                  |          |
| Ciudad                                  | Estadio  |
| Río de Janeiro                          | Maracaná |
|                                         |          |
| Capacidad: 84 738 espectadores          |          |
| Final Copa Intercontinental Sub-20 2025 |          |